# Jusaas
Jusaas ist eine altägyptische Göttin, die in Form einer theologischen Konstruktion die „Gotteshand“ personifiziert, mit der Atum aus sich selbst die Welt erschuf. Deshalb wurde sie auch als Gefährtin des Atum verehrt. Nach einer anderen Überlieferung ging Jusaas aus dem Scheitel des Erdgottes Geb hervor. Die Göttin Jusaas wurde als Frau mit einem Skarabäus auf dem Haupt dargestellt.